# Anopheles collessi
Anopheles collessi är en tvåvingeart som beskrevs av Reid 1963. Anopheles collessi ingår i släktet Anopheles och familjen stickmyggor. Inga underarter finns listade i Catalogue of Life.